# Bletilla foliosa
Bletilla foliosa là một loài thực vật có hoa trong họ Lan. Loài này được (King & Pantl.) Tang & F.T.Wang mô tả khoa học đầu tiên năm 1951.